# Боженцин (гмина)
Боженцин (пол. Borzęcin) — сельская гмина (волость) в Польше, входит как административная единица в Бжеский повет (Малопольское воеводство), Малопольское воеводство. Население — 8405 человек (на 2004 год).

## Демография
| Перепись                       | Всего   | Всего | Женщины | Женщины | Мужчины | Мужчины |
| ------------------------------ | ------- | ----- | ------- | ------- | ------- | ------- |
| Единицы                        | человек | %     | человек | %       | человек | %       |
| Население                      | 8405    | 100   | 4292    | 51,1    | 4113    | 48,9    |
| Плотность населения (чел./км²) | 81,8    | 81,8  | 41,8    | 41,8    | 40      | 40      |

## Сельские округа
1. Бельча
2. Боженцин
3. Ягнювка
4. Ленки
5. Пшиборув
6. Варысь

## Соседние гмины
1. Гмина Бжеско
2. Гмина Дембно
3. Гмина Радлув
4. Гмина Щурова
5. Гмина Вежхославице
6. Гмина Войнич